# Catedral de Érfurt

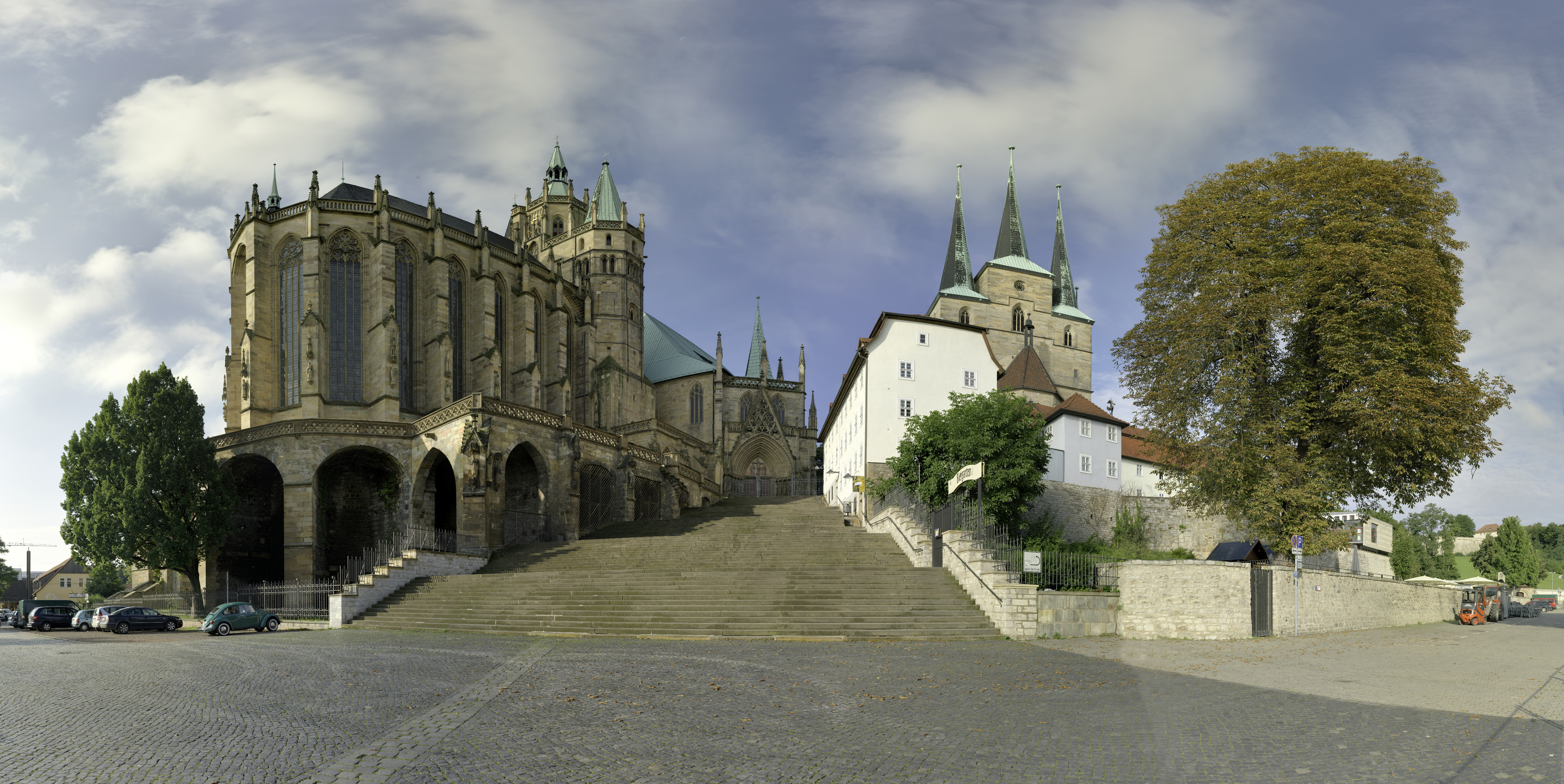
Escalinata de acceso a la catedral

La catedral de Érfurt (del alemán: Erfurter Dom) es una iglesia de 1200 años de antigüedad situada en la colina de la catedral de Érfurt, en Turingia, Alemania. Es de estilo gótico internacional, y es también conocida como la Catedral de Santa María, y está localizada, únicamente, en una ladera. Es la sede episcopal de la diócesis de Érfurt. El sitio donde ahora se encuentra la catedral ha sido escenario de muchos otros edificios en la historia, como una basílica románica y una iglesia de salón. El luego protestante Martín Lutero fue ordenado sacerdote católico en la catedral en 1507.